# Digama malgassica
Digama malgassica is een vlinder uit de familie spinneruilen (Erebidae). De wetenschappelijke naam is voor het eerst geldig gepubliceerd in 1954 door de Toulgoët.
De soort komt voor in tropisch Afrika.